# Ciclismo ai Giochi della XXVI Olimpiade - Inseguimento individuale maschile
Le gare di inseguimento individuale maschile dei Giochi della XXVI Olimpiade furono disputate il 24 e 25 luglio 1996 al Velodromo Stone Mountain a Stone Mountain, negli Stati Uniti. La medaglia d'oro fu vinta dall'italiano Andrea Collinelli, mentre l'argento e il bronzo andarono rispettivamente al francese Philippe Ermenault e all'australiano Bradley McGee.

## Programma
Tutti gli orari sono UTC-4.
| Data           | Ora (UTC-4) | Turno            |
| -------------- | ----------- | ---------------- |
| 24 luglio 1996 | 10:00       | Qualificazioni   |
| 24 luglio 1996 | 13:40       | Quarti di finale |
| 25 luglio 1996 | 10:35       | Semifinali       |
| 25 luglio 1996 | 12:40       | Finale           |

## Record
Prima della competizione il record del mondo e il record olimpico erano i seguenti:
| Record mondiale | 4'20"984 | Graeme Obree   | 19 agosto 1993 Hamar, Norvegia    |
| Record olimpico | 4'24"496 | Chris Boardman | 28 luglio 1992 Barcellona, Spagna |

## Risultati

### Round di qualificazione
Il round di qualificazione vide i 18 partecipanti gareggiare uno contro l'altro in gare da due, su una distanza di 4000 metri. Gli atleti con i migliori otto tempi passarono al turno successivo.
Nota: Q qualificato, RO record olimpico, RM record mondiale
| Manche | Atleta               | Nazione       | Tempo    | Posizione | Note |
| ------ | -------------------- | ------------- | -------- | --------- | ---- |
| 1      | David George         | Sudafrica     | 4'35"193 | 15        |      |
| 1      | Phillip Collins      | Irlanda       | 4'41"207 | 16        |      |
| 2      | Robert Karśnicki     | Polonia       | 4'35"193 | 12        |      |
| 2      | Gary Anderson        | Nuova Zelanda | 4'36"913 | 13        |      |
| 3      | Andrij Jacenko       | Ucraina       | 4'30"751 | 8         | Q    |
| 3      | Artūras Kasputis     | Lituania      | 4'33"748 | 10        |      |
| 4      | Walter Pérez         | Argentina     | 4'30"715 | 7         | Q    |
| 4      | Jukka Heinikainen    | Finlandia     | OVL      | -         |      |
| 5      | Kent Bostick         | Stati Uniti   | 4'33"008 | 9         |      |
| 5      | Vadim Kravčenko      | Kazakistan    | 4'37"212 | 14        |      |
| 6      | Aleksej Markov       | Russia        | 4'27"074 | 3         | Q    |
| 6      | Heiko Szonn          | Germania      | 4'29"931 | 6         | Q    |
| 7      | Philippe Ermenault   | Francia       | 4'21"295 | 2         | Q    |
| 7      | Peter Pieters        | Paesi Bassi   | OVL      | -         |      |
| 8      | Andrea Collinelli    | Italia        | 4'19"699 | 1         | Q    |
| 8      | Juan Martínez Oliver | Spagna        | 4'27"909 | 4         | Q    |
| 9      | Bradley McGee        | Australia     | 4'27"954 | 5         | Q    |
| 9      | Graeme Obree         | Gran Bretagna | 4'34"297 | 12        |      |

### Primo turno
Il primo turno vide l'accoppiamento degli atleti in base ai tempi del turno precedente, quindi il primo contro l'ottavo e così via. I vincitori di ogni gara passarono al turno successivo.
| Manche | Atleta               | Nazione   | Tempo    | Posizione | Note |
| ------ | -------------------- | --------- | -------- | --------- | ---- |
| 1      | Bradley McGee        | Australia | 4'24"943 | 4         | Q    |
| 1      | Juan Martínez Oliver | Spagna    | 4'28"310 | 5         |      |
| 2      | Aleksej Markov       | Russia    | 4'24"828 | 3         | Q    |
| 2      | Heiko Szonn          | Germania  | 4'31"583 | 6         |      |
| 3      | Philippe Ermenault   | Francia   | 4'22"826 | 2         | Q    |
| 3      | Walter Pérez         | Argentina | OVL      | 8         |      |
| 4      | Andrea Collinelli    | Italia    | 4'19"153 | 1         | Q    |
| 4      | Andrij Jacenko       | Ucraina   | OVL      | 7         |      |

### Semifinali
Le semifinali videro l'accoppiamento degli atleti in base ai tempi del turno precedente, quindi il primo contro il quarto e il secondo contro il terzo. I  vincitori con i due migliori tempi si affrontarono per l'oro; il perdente con il miglior tempo vinse il bronzo.
| Manche | Atleta             | Nazione   | Tempo    | Posizione | Note |
| ------ | ------------------ | --------- | -------- | --------- | ---- |
| 1      | Philippe Ermenault | Francia   | 4'24"082 | 2         | Q    |
| 1      | Aleksej Markov     | Russia    | 4'26"828 | 4         |      |
| 2      | Andrea Collinelli  | Italia    | 4'22"775 | 1         | Q    |
| 2      | Bradley McGee      | Australia | 4'26"121 | 3         |      |

### Finale
| Posizione | Atleta             | Nazione | Tempo    | Note |
| --------- | ------------------ | ------- | -------- | ---- |
|           | Andrea Collinelli  | Italia  | 4'20"893 |      |
|           | Philippe Ermenault | Francia | 4'22"714 |      |